# リバーモール

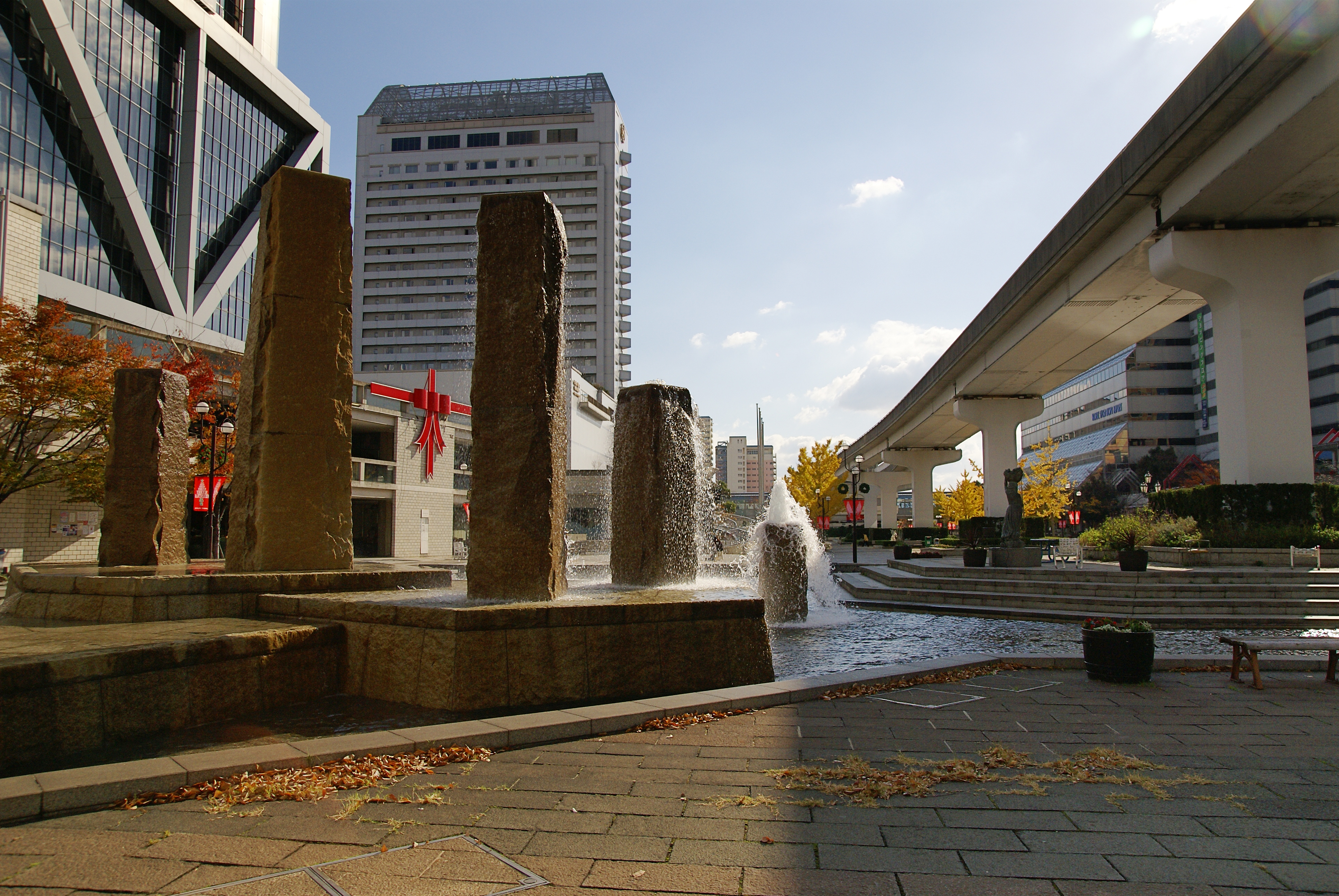
石柱の噴水

リバーモールは、兵庫県神戸市東灘区の六甲アイランドにある都市公園。

## 概要
人工島である六甲アイランドの中心部に住吉川を水源とする人工の川を流すことで創り出された、南北600mに及ぶ親水公園。1990年に竣工した。北端の噴水池にある9本の柱は、神戸市9区をイメージしたものとされる。水深は約10 - 50cm。
夜間はライトアップされ、また、以前はインフィオラータ神戸の六甲アイランド会場となっていた。各イベント開催時には会場となり、夏場は子どもの水遊び場としても人気があり、水浴する人々も多い。
なお、六甲ライナー西側の支流部分は、老朽化で慢性的な漏水が発生していたために2011年に埋め立てられ、跡地はバラ園になっている。
「六甲アイランドリバーモール（水路広場）」で、平成3年度手づくり郷土賞（施設部門部門）受賞。

## リバーモールが会場になる主なイベント
- 六甲アイランドコイノボリ手染め大会（3月末）
- 六甲アイランド手染めコイノボリ大展示（4月末～GW）
- 六甲アイランド・ウェルカム・フェスティバル（4月末）
- RICサマーイブニングカーニバル（8月末）
- 六甲アイランドハロウィンフェスティバル（10月末）
- 六甲アイランド収穫祭（10月末）

## リバーモールに面する施設
リバーモールに沿って東西にそれぞれ商業施設のリバーモールイースト（安藤忠雄設計）とリバーモールウエストがあり、アイランドセンター駅などを含めた施設群がスカイウォークと呼ばれる空中回廊で結ばれている。

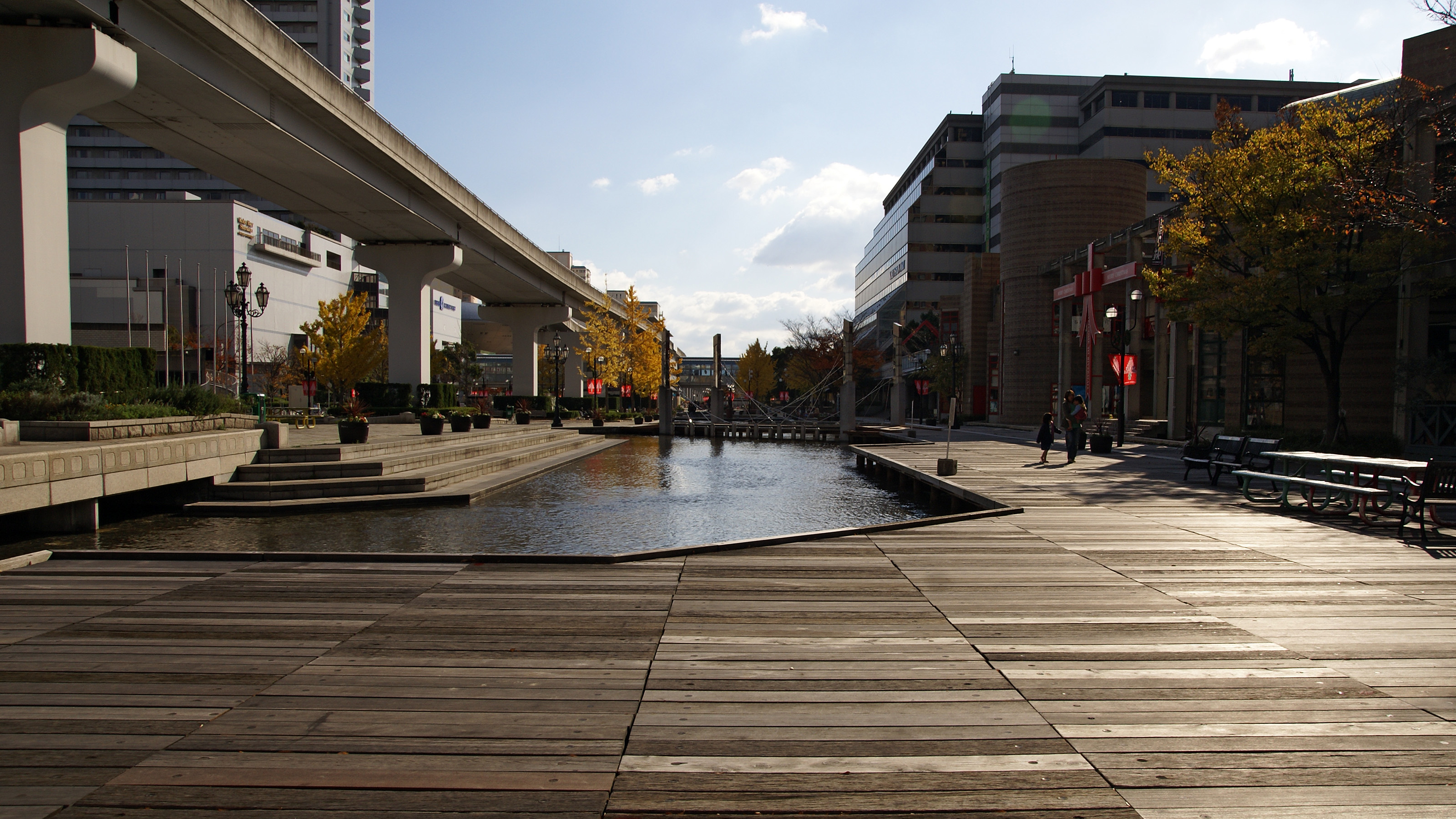
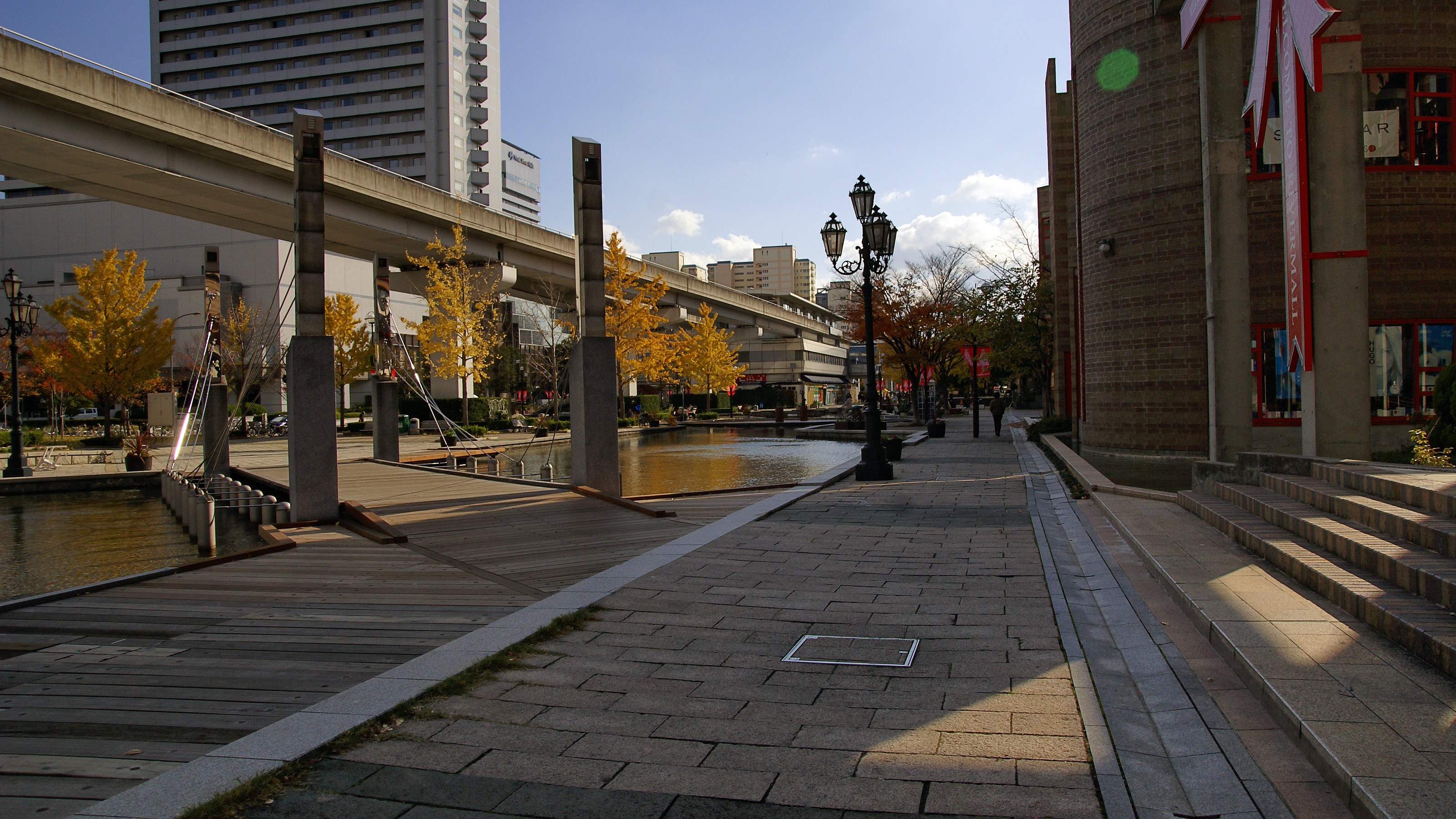
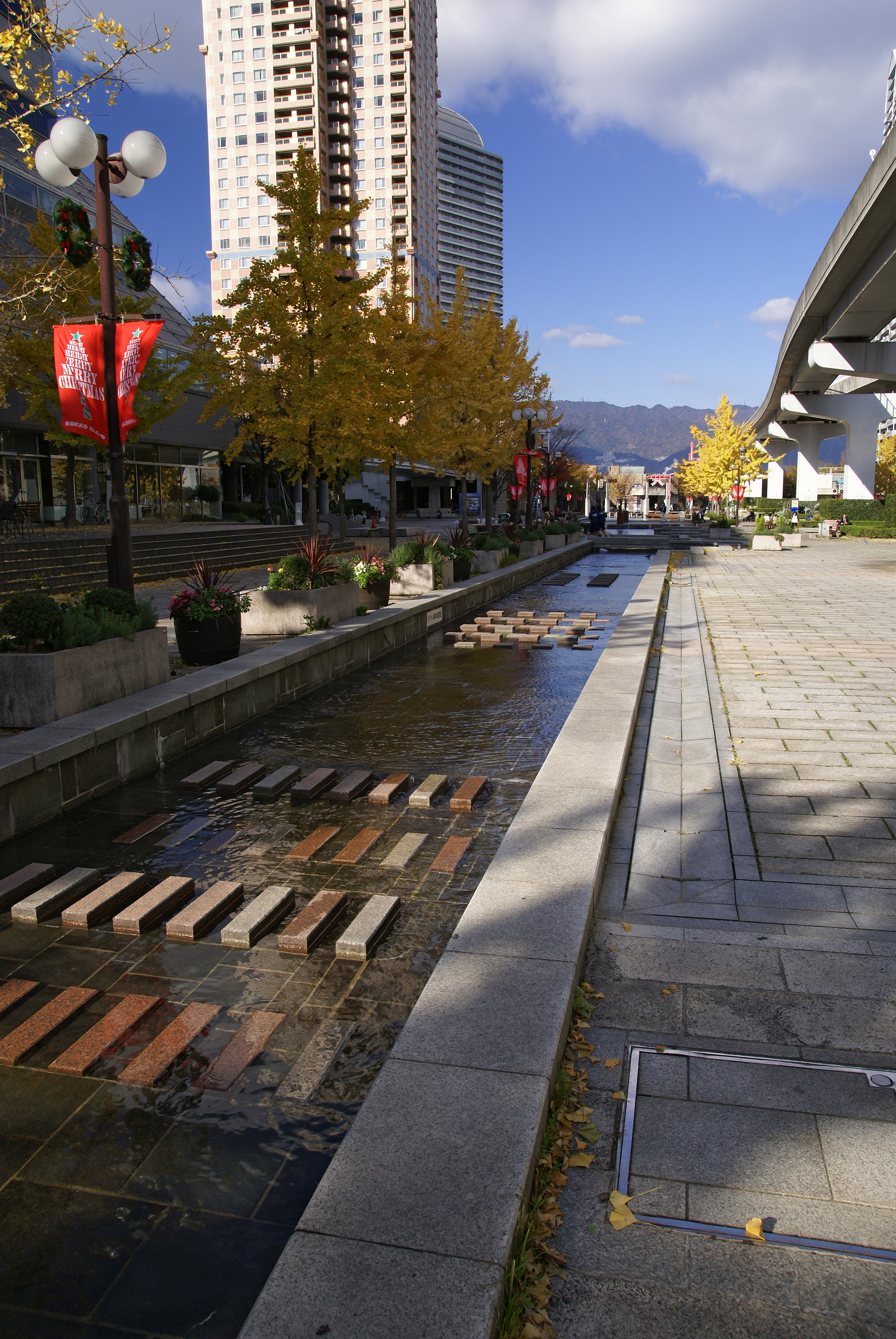

- 神戸ファッションマート
- 神戸ファッションプラザ
- ホテルプラザ神戸
- 神戸ファッション美術館
- 神戸ゆかりの美術館
- 神戸ベイシェラトンホテル&タワーズ
- アーバングルメポート

## 所在地
- 兵庫県神戸市東灘区向洋町中

## 交通アクセス
- 六甲ライナー アイランドセンター駅 すぐ
- 六甲ライナー アイランド北口駅 徒歩3分
- 六甲ライナー マリンパーク駅 徒歩3分